# 徐徽博
徐徽博（？—），台北蘆洲人，台灣足球運動員，司職守門員。受到父親熱愛足球的影響，徐徽博很早就開始接觸足球運動，就讀淡江英語專科學校（現淡江大學）時逐漸嶄露在綠茵場上的才華。他曾代表中華民國參加1954年亞洲運動會，協助球隊獲得男子足球金牌，在當時中華民國國家隊多數是香港球員，只有徐徽博一人是土生土長的台灣人。